# Palazzo Albergati (Bologna)

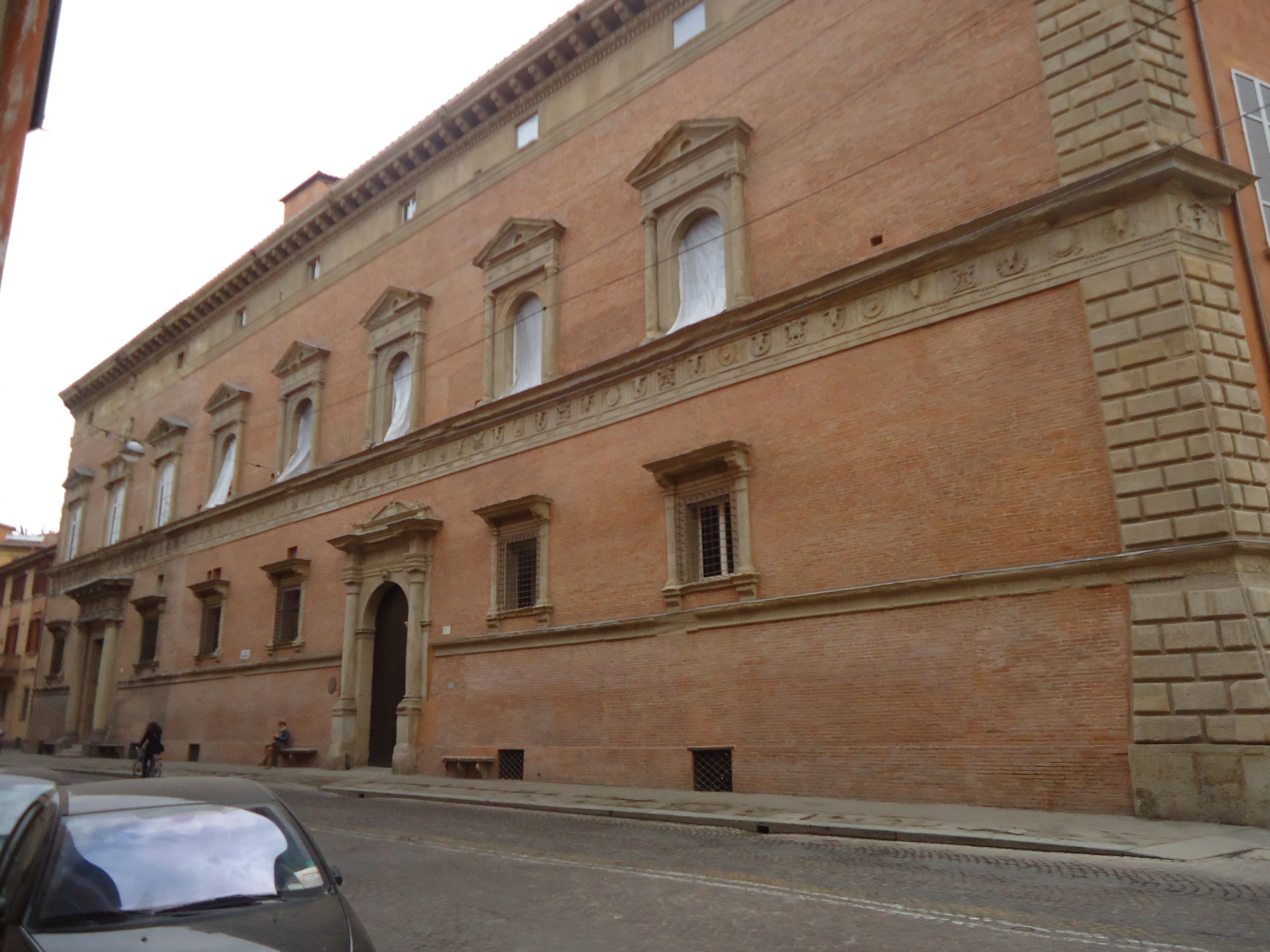
Palazzo Albergati in Bologna

Der Palazzo Albergati ist ein Renaissancepalast in der Via Saragozza 26–28 im Zentrum von Bologna in der italienischen Emilia-Romagna.

## Geschichte

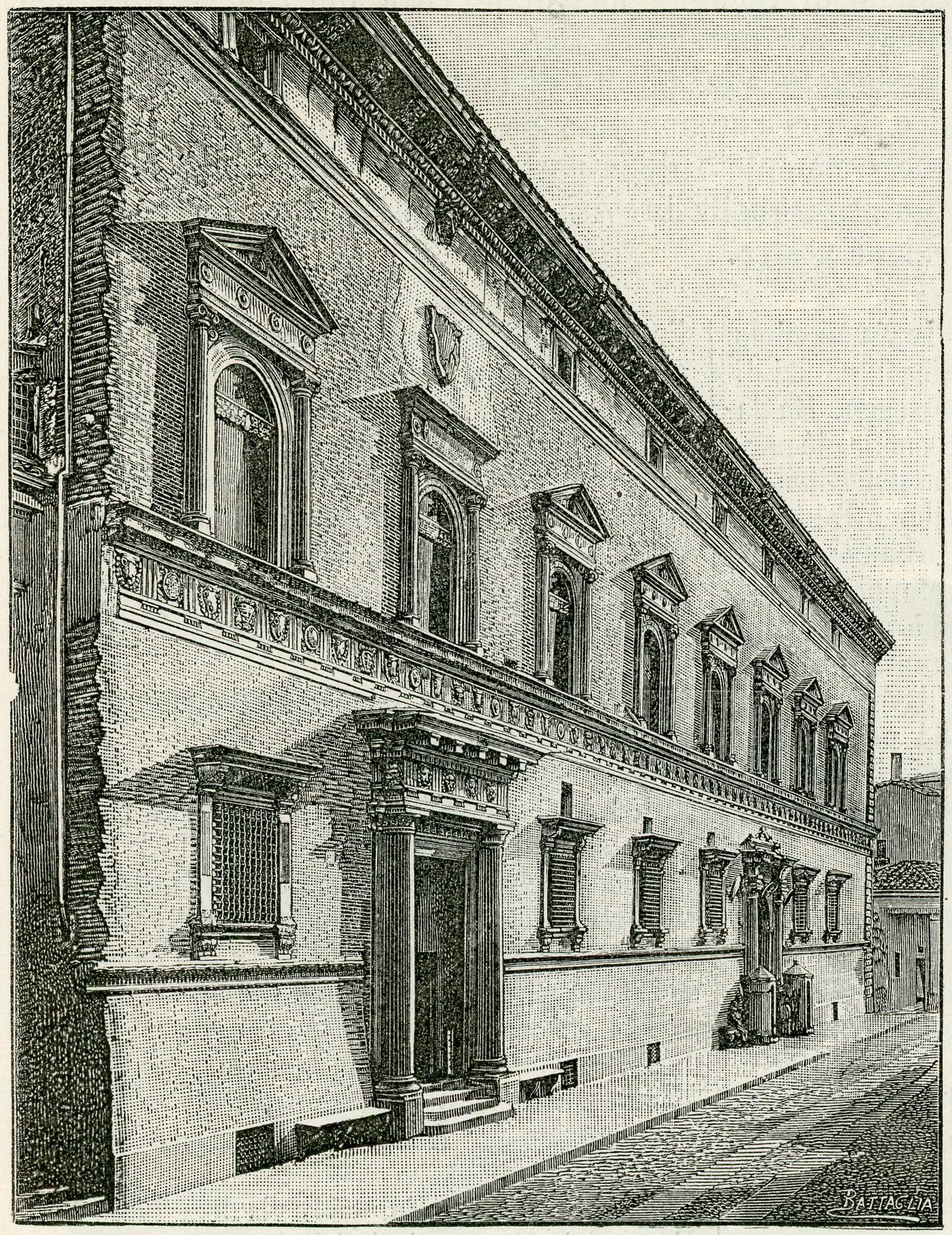
Palazzo Albergati in einer Xylographie aus dem Jahre 1900

Mit dem Bau des Palastes begann man am 29. April 1519, um eine Wohnstatt für die Familie Albergati zu schaffen. 1540 wurde das Gebäude bis zur Via Malpertuso erweitert, wobei zahlreiche Details und Ornamente an der Fassade neu angebracht wurden. Im 19. Jahrhundert wurde der Palast in verschiedene Wohnungen aufgeteilt, da die Familie Albergati inzwischen ausgestorben war.
Im Inneren des Hofes des Gebäudes gibt es einen Garten römischen Ursprungs aus dem 1. Jahrhundert v. Chr.
Man weiß nicht genau, wer den Komplex plante, schreibt ihn aber vermutlich entweder Baldassare Peruzzi oder Domenico da Varignana zu. Im Inneren des Gebäudes befinden sich zahlreiche Stuckarbeiten und Fresken aus dem 17. und 18. Jahrhundert von Francesco Gessi, Bartolomeo Cesi und Andrea Sirani.
Am 8. August 2008 beschädigte ein Brand die oberen Stockwerke und zahlreiche Fresken schwer. Der Palast wurde 2014 wiedereröffnet und beherbergt bis heute verschiedene Kunstausstellungen.